# Вільяв'юдас
Вільяв'юдас (ісп. Villaviudas) — муніципалітет в Іспанії, у складі автономної спільноти Кастилія-і-Леон, у провінції Паленсія. Населення — 389 осіб (2010).
Муніципалітет розташований на відстані близько 160 км на північ від Мадрида, 29 км на південний схід від Паленсії.

## Демографія
Динаміка населення (INE ):